# 新米科拉伊夫卡 (葉拉涅茨區)
47°36′41″N 32°1′11″E / 47.61139°N 32.01972°E
新米科拉伊夫卡（烏克蘭語：Новомиколаївка），是烏克蘭的旧村，位於該國南部尼古拉耶夫州，隶属于原葉拉涅茨區。始建於1816年，面積0.75平方公里，海拔高度80米，2001年人口88，人口密度每平方公里117.3人。
2014年7月14日，尼古拉耶夫州拉达将该村除名。